# Verdrag van Malmö
Het Verdrag van Malmö werd getekend op 1 september 1524 en maakte een einde aan de Zweedse Onafhankelijkheidsoorlog, een oorlog tussen Zweden en Denemarken. De onafhankelijkheid van Zweden werd erkend en zo kwam er een einde aan de Unie van Kalmar.
De ondertekenaars waren koning Frederik I van Denemarken, de eerste vorst uit het Huis Oldenburg, en Gustaaf I van Zweden; Gustaaf I was tot dan regent van Zweden en noemde zich voortaan koning.
Skåne en Blekinge bleven Deens.